# Helaman (imię)

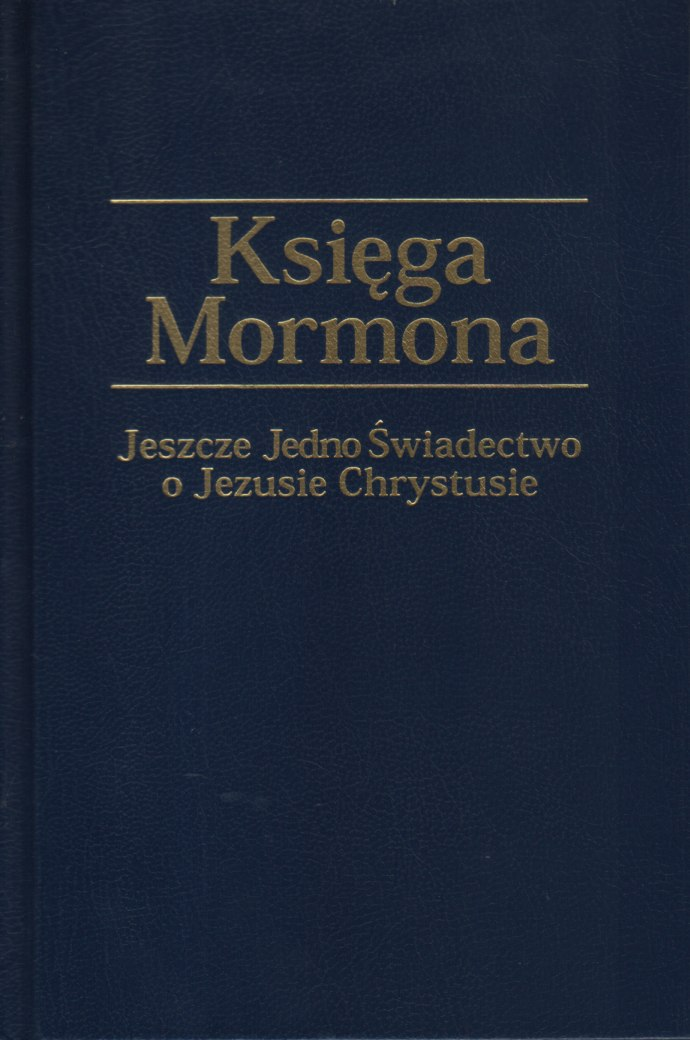
Księga Mormona, jedno z mormońskich pism świętych i jednocześnie tekst, z którego pochodzi imię Helaman

Helaman (deseret 𐐐𐐀𐐢𐐁𐐣𐐊𐐤) – imię męskie występujące w wyznaniach należących do ruchu świętych w dniach ostatnich (mormonów).

## Pochodzenie
Pochodzi z Księgi Mormona, jednego z pism świętych przynależnych do kanonu tej tradycji religijnej. Nosiły je w tym tekście trzy postacie. Pierwsza z nich, syn nefickiego króla Benjamina, wspominany jest w zapisie jedynie przelotnie. Druga z nich, wojskowy i prorok, miała działać w I wieku p.n.e. Trzecia z nich, syn poprzedniego oraz neficki naczelny sędzia, również mieści się w wewnętrznej chronologii tekstu w I wieku p.n.e.

## Perspektywa historyczna
Pojawia się w źródłach historycznych już w początkach mormonizmu. Nosił je jeden z synów Parleya P. Pratta i Mary Wood, a także inny z mormońskich pionierów, Alma Helaman Hale (1836–1908).

## Występowanie i obecność w mormońskiej kulturze
Jako imię specyficznie mormońskie znalazło odbicie w kulturze Kościoła, z którego wierzeń wyrosło. Artykuł na łamach pisma „Friend” z maja 1994 wskazuje choćby, że imię zaczerpnięte z Księgi Mormona może być powodem do dumy oraz wywierać pozytywny wpływ na życie duchowe noszącego je człowieka. Podobną tematykę porusza numer tego samego pisma z lutego 1995. Występuje też w źródłach również wariant tego imienia, mianowicie Helaman’s Warrior. Wspomina się to ostatnie w kontekście typowej dla Utah tendencji do nadawania dzieciom oryginalnych imion. Don Norton, wykładowca języka angielskiego na Uniwersytecie Brighama Younga, określił tę tradycję jako zjawisko typowo mormońskie.
Międzynarodowa ekspansja mormonizmu przyczyniła się do pojawienia się imienia Helaman również poza granicami Stanów Zjednoczonych. Występuje chociażby wśród nowozelandzkich Maorysów (w zapisie Heramana) oraz wśród wiernych pochodzących z Tonga (w zapisie Hilamani). Nosi je także starszy Helamán Montejo, od 2015 posługujący w Czwartym Kworum Siedemdziesięciu, pochodzący z Meksyku.
Wykracza swoją obecnością poza Kościół Jezusa Chrystusa Świętych w Dniach Ostatnich, głównej denominacji świętych. Pojawia się też wśród wiernych należących do mniejszych odłamów tej tradycji, w tym do Fundamentalistycznego Kościoła Jezusa Chrystusa Świętych w Dniach Ostatnich. Nosi je chociażby jeden z synów Warrena Jeffsa, prezydenta-proroka tej wspólnoty religijnej.